# Leon Tarnowski

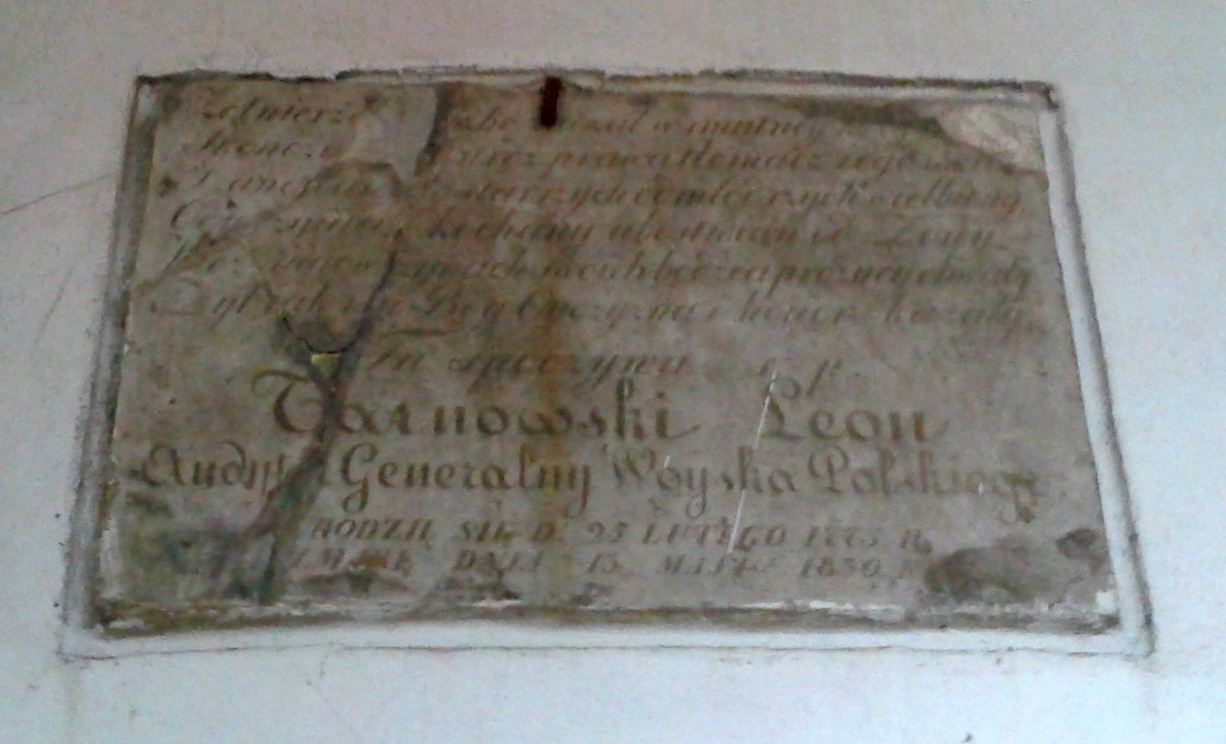
Leon Tarnowski - płyta na ścianie katakumb na Powązkach w Warszawie

Leon Tarnowski (ur. 25 lutego 1775, zm. 13 maja 1830) – żołnierz polski, pułkownik, generalny audytor armii Królestwa Polskiego.

## Życiorys
Leon Leopold Tarnowski urodził się 25 lutego 1775 roku, na terenie I zaboru austriackiego, tzw. Galicji austriackiej(urodził się, albo mieszkał we Lwowie). W roku 1794, tj. gdy miał 19 lat, wstąpił do pułku grenadierów krakowskich, z którego został przeniesiony do pułku Czapskiego i awansowany na sierżanta, brał udział w bitwach pod Polanami, Szczekocinami, w oblężeniu Warszawy i w obronie Pragi. Po powstaniu kościuszkowskim wyjechał przez Wiedeń do Włoch i jako starszy sierżant zaciągnął się 19 kwietnia 1797 do 2 batalionu drugiej legii włoskiej Legionów Polskich we Włoszech, tam też 26 marca 1799 za męstwo na polu Bitwy pod Weroną awansował na podporucznika. Należał do oficerów polskich którzy dostali się do niewoli wskutek kapitulacji Mantui i trafili do austriackiego obozu jeńców 2 Legii w Loeben w Styrii, jest wymieniany pośród podporuczników z II baonu 2 Legii. Wraz z resztą oddziału wcielony został do 114 półbrygady francuskiej i wysłany w roku 1801 na San Domingo. Przez 5 lat brał udział w ciężkich walkach, awansując w tym czasie kolejno na stopnie porucznika i kapitana. Na San Domingo, w miasteczku Mirebalais, leżącym w pobliżu Port-au-Prince, zostało obsadzone oddziałem Leona Tarnowskiego, który początkowo był podporucznikiem w 1 kompanii II batalionu 114 półbrygady, ale po śmierci porucznika Szumskiego w r. 1803 zajął jego miejsce i został porucznikiem,  Skrwawione obroną i liczące w sumie około 80 legionistów oddziały porucznika Tarnowskiego broniące Mirebalais oraz kapitana Gołaszewskiego broniące Grand Bois dotarły jako jedne z pierwszych do Santo Domingo. Jako dowódca kompanii 1 fizylierów brał udział w przygotowaniach do obrony wschodniej części San Domingo przed wyprawą gen. Dessalines.  Kapitanem został mianowany w r. 1805 Latem r. 1805 na prywatnej zabawie został pchnięty pałaszem w brzuch przez dotychczasowego przyjaciela kapitana Gołaszewskiego, Tarnowski jednak szczęśliwie po dwóch miesiącach wrócił do zdrowia.  Na San Domingo ożenił się z wdową po oficerze francuskim, Jacqueline z domu Larguett, pochodzącą z Vannes w Bretanii.

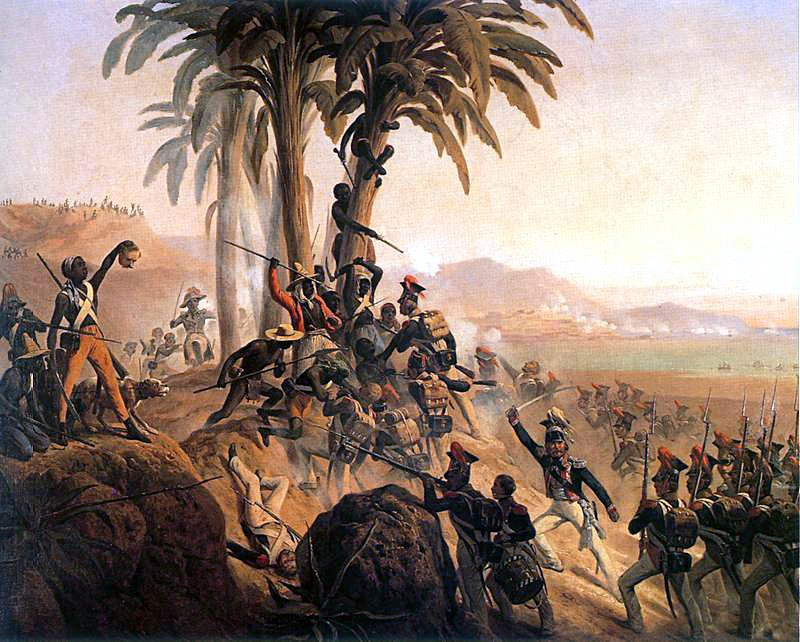
January Suchodolski "San Domingo", (jeden z obrazów J. Suchodolskiego o tej tematyce, inny to Polacy na San Domingo).

Po przypłynięciu na Kubę, skupił rozproszonych na niej Polaków; wraz z którymi został wcielony do 5 pułku lekkiej piechoty francuskiej, jako dowódca kompanii. W roku 1808 przyjechał wraz żoną do Księstwa Warszawskiego i skierowano go, jako kapitana kwatermistrza, do 11 pułku piechoty, który stacjonował w Gdańsku. Pułkownikiem został mianowany jeszcze za Księstwa Warszawskiego W r. 1812 w Księstwie Warszawskim był podinspektorem popisów. W Królestwie Polskim mianowany został w roku 1815 audytorem l dywizji piechoty wojsk polskich, a w 1824 audytorem generalnym armii.
W czasie śledztwa które objęło członków Towarzystwa Patriotycznego, po oficjalnych skargach uwięzionych na metody stosowane w śledztwie złożonych na ręce Delegacji, W. Ks. Konstanty rozkazał złożenie zeznań naczelnikowi więzienia na Lesznie kapitanowi Tadeuszowi Niewodowskiemu przed audytorem generalnym wojska pułkownikiem Leonem Tarnowskim. W biurze Nowosilcowa sporządzony został wniosek o uznanie winnymi zbrodni stanu Waleriana Łukasińskiego, Dobrzyńskiego i Schroedera, wniosek ten został przekazany płk Fiszerowi, który wyznaczył do jego wniesienia przed sąd sejmowy pułkownika Leona Tarnowskiego, który jako audytor pełnił obowiązki prokuratora. Na tym stanowisku umarł w 13 maja 1830, tj. w wieku lat 55. Pochowany został w katakumbach cmentarza na Powązkach, naprzeciwko filaru z literą Z (rząd 10-3).
Leon Tarnowski w służbie wojskowej pozostawał w latach 1794-1830, z 2-letnią przerwą między rozwiązaniem armii Rzeczypospolitej a wstąpieniem do Legionów, czyli lat 33, z czego przez lat 16 brał udział w walkach.